# フルリ・ウラルトゥ語族
フルリ・ウラルトゥ語族（ふるり・うらるとぅごぞく、Hurro-Urartian languages）とは、古代メソポタミアの語族。紀元前2300年ごろから紀元前1000年ごろまでメソポタミアに暮らし、ミタンニ王国を築いたフルリ人のフルリ語、および紀元前9世紀から紀元前585年までアナトリア東部に存在したウラルトゥ王国で話されていたウラルトゥ語から成る。
フルリ・ウラルトゥ語族が孤立的であるのか他の語族と系統関係を持つのかは未だに明らかではないが、例えば北東コーカサス語族（ナフ・ダゲスタン語族）との関係が議論されている。文法的な特色の中で最も興味深いのは、能格言語であることと、そして文が名詞系の鎖と動詞系の鎖による連繋構造を持っている、つまりシュメール語、トルコ語や日本語などと同様な膠着語であるということである。
同じくメソポタミアに分布したカッシート語も本語族に含まれる可能性がある。